# Симфония № 7 (Дворжак)

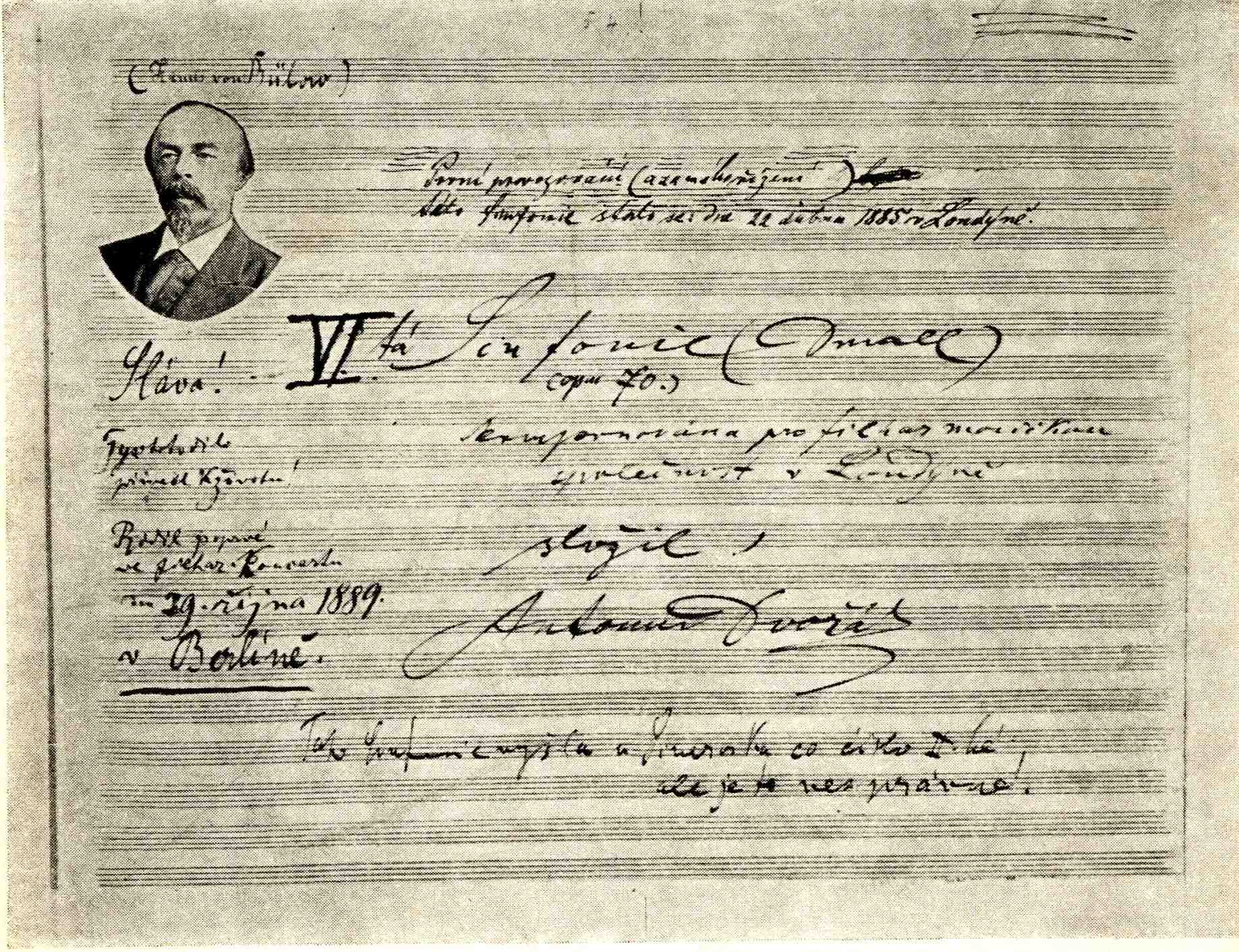
Титульная страница рукописи симфонии с портретом Ганса фон Бюлова

Симфония № 7 op. 70, ре-минор — симфония Антонина Дворжака, написанная в 1884-85 годы. Впервые исполнена 22 апреля 1885 году в Лондоне.
Симфония была написана в 1885 году. Этот период был достаточно успешным в жизни композитора, его оперы «Димитрий» и «Упрямцы» были поставлены в Праге, а за границей его слава только росла. В то же время, он стремился и не мог добиться постановки своих произведений в Вене, из-за чего испытывал душевные страдания. Это обстоятельство определило мрачный характер его нового произведения, симфонии, которую характеризовали как «патетическая» или «трагическая».
Произведение было написано по заказу Филармонического общества Лондона. Дворжак твёрдо намеревался «взволновать мир» своей новой работой, и отражал в неё свои патриотические настроения, описывающие героическое прошлое чешского народа. Эти мотивы сближали Симфонию № 7 с двумя другими произведениями — «Гуситской» увертюрой и хором «Я скрипач».
Симфония носит цельный характер, подчёркнутый в том числе выбором тональности — три из четырёх частей написаны в ре-миноре. Первая часть Allegro maestoso не содержит вступления, а начинается с главной партии, вдохновлённой прибытием торжественного поезда в чешскую столицу; она содержит четыре темы, перекликающиеся со старинной музыкой Чехии и достигающие эмоционального развития. Вторая часть Adagio носит более лирический характер, близкий к «Гуситской» увертюре и любовной лирике. Третья часть Vivace являет собой скерцо и сочетает элементы полиритмии, а также более спокойный раздел в середине. Четвёртая часть Allegro демонстрирует драматизм и героизм, а в кульминации и коде можно услышать мотив основной темы.
Седьмая симфония впервые была представлена в Лондоне в апреле 1885 года. Исполненная под руководством самого Дворжака, симфония была тепло принята публикой и критиками. После этого композитор внёс в неё незначительные изменения, сократив сорок тактов так, что «теперь в произведении нет ни одной лишней ноты».